# Die Zeitung
Die Zeitung war eine deutschsprachige Zeitung in London zur Zeit des Zweiten Weltkriegs. Sie erschien von März 1941 bis Juni 1945 in einer Auflage von durchschnittlich 15.000–20.000 und richtete sich hauptsächlich an Deutsche im Exil. Eine Dünndruckausgabe wurde auch in Übersee verkauft und von der Royal Air Force über Deutschland abgeworfen. 
Die Zeitung erschien 1941 als vierseitige Tageszeitung, ab Freitag, den 2. Januar 1942 als zwölfseitige Wochenzeitung. Gleichzeitig wurde der Erscheinungsrhythmus der Überseeausgabe von zweiwöchentlich auf wöchentlich erhöht.
Die Zeitung enthielt hauptsächlich Nachrichten über den Krieg und aus Deutschland. Laut der ersten Ausgabe vom 12. März 1941 war es die einzige freie und unabhängige deutschsprachige Zeitung in Europa, wenn sie auch allgemeinen englischen Zensurbestimmungen unterlag.
Chefredakteur war bis Januar 1944 Johannes Lothar, danach Dietrich Mende.
Für Die Zeitung schrieben u. a. Sebastian Haffner, Peter de Mendelssohn und Friedrich Feld. Als Grafikerin arbeitete für die Zeitung Nelly Rossmann, die bis zu ihrem 1935 erfolgten Rauswurf aufgrund ihrer jüdischen Religionszugehörigkeit Grafikerin bei der Frankfurter Zeitung gewesen war. Für die Jahre 1941 und 1942 sind Zeichnungen von Walter Trier belegt.

## Die Zeitung (Stuttgart)
Unter dem gleichen Namen gab der Journalist Waldemar Schweitzer von 1964 bis 1966 in Stuttgart ein autonomes Magazin ("Diese Zeitung wird nur von ihren Redakteuren beeinflußt") heraus, das als linker Gegenpol zum Spiegel konzipiert war.